# جيمس بيك (ممثل)
جيمس بيك (بالإنجليزية: James Beck)‏ هو ممثل بريطاني، ولد في 21 فبراير 1929 في المملكة المتحدة، وتوفي بنفس المكان في 6 أغسطس 1973.

## أعمال

### مسلسلات
- جيش الآباء

## وصلات خارجية
- جيمس بيك على موقع IMDb (الإنجليزية)
- جيمس بيك على موقع ألو سيني (الفرنسية)
- جيمس بيك على موقع ميوزك برينز (الإنجليزية)
- جيمس بيك على موقع أول موفي (الإنجليزية)
- جيمس بيك على موقع قاعدة بيانات الأفلام السويدية (السويدية)
- جيمس بيك على موقع ديسكوغز (الإنجليزية)
- جيمس بيك على موقع قاعدة بيانات الفيلم (الإنجليزية)
- جيمس بيك على موقع كينوبويسك (الروسية)